# زقة الرمل الغربية
زقة الرمل الغربية (الاسم العلمي: Ammocrypta clara)، نوع من جنس زقة الرمل وفصيلة أسماك الفرخ. موطنها وسط الولايات المتحدة.